# Скербешів
Скербешів (або Скарбешів, Скербешув, пол. Skierbieszów) — село в Польщі, у гміні Скербешів Замойського повіту Люблінського воєводства. Населення — 1408 осіб (2011).

## Історія

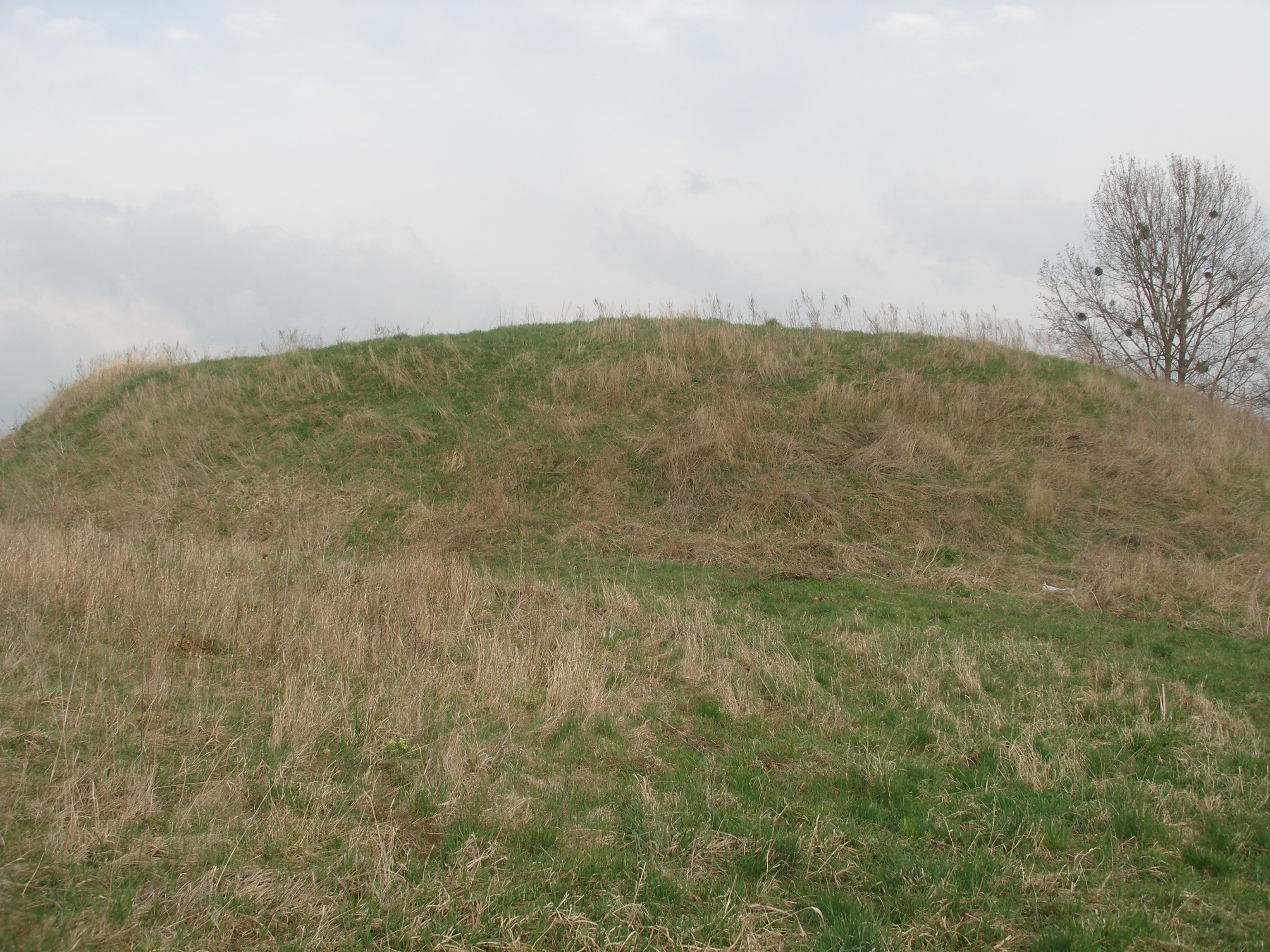
Місце давнього замку

1436 року вперше згадується православна церква в селі.
За даними етнографічної експедиції 1869—1870 років під керівництвом Павла Чубинського, у селі переважно проживали польськомовні римо-католики, меншою мірою — греко-католики, які також розмовляли польською.
У 1975—1998 роках село належало до Замостського воєводства.

## Населення
Демографічна структура станом на 31 березня 2011 року:
|          | Загалом | Допрацездатний вік | Працездатний вік | Постпрацездатний вік |
| -------- | ------- | ------------------ | ---------------- | -------------------- |
| Чоловіки | 695     | 129                | 485              | 81                   |
| Жінки    | 713     | 139                | 385              | 189                  |
| Разом    | 1408    | 268                | 870              | 270                  |

## Особистості

### Народилися
- Горст Келер (1943—2025) — німецький державний і політичний діяч, директор Міжнародного валютного фонду та Федеральний президент Німеччини.